# Cantó d'Épinay-sous-Sénart
El cantó d'Épinay-sous-Sénart és un cantó francès del departament d'Essonne, situat al districte d'Évry. Des del 2015 té 9 municipis. i el cap és Épinay-sous-Sénart.

## Municipis
- Boussy-Saint-Antoine
- Brunoy (en part)
- Épinay-sous-Sénart
- Morsang-sur-Seine
- Quincy-sous-Sénart
- Saint-Pierre-du-Perray
- Saintry-sur-Seine
- Tigery
- Varennes-Jarcy

## Història
| Data d'elecció                           | Identitat       | Partit | Qualitat |
| ---------------------------------------- | --------------- | ------ | -------- |
| 1985-1998                                | Daniel Lobry    | RPR    |          |
| 1998-2011                                | Richard Messina | PS     |          |
| 2011-                                    | Romain Colas    | PS     |          |
| les dades anteriors no són pas conegudes |                 |        |          |
|                                          |                 |        |          |

## Demografia
| A partir de 1990: Població sense dobles comptes |